# 서민원 의장
서민원 의장(영어: Speaker of the House of Commons)은 영국 의회의 하원이자 실질적인 입법부인 서민원의 의장이다.
영국 서민원 의장은 하원인 서민원의 토론을 주재하며 발언할 의원을 지정하고, 토의대상에 오를 법안도 결정할 권한을 가진다. 서민원 의장은 토론 중 질서유지에 나설 책임이 있으며, 서민원의 수칙을 어긴 의원을 징계할 수 있다. 여느 국가의 국회의장처럼 영국 서민원 의장도 예로부터 특정 정당의 소속을 벗어난 초당파적 직책이며, 의장 취임 시 이전 소속정당에서 탈당하여 무소속으로 남아야 한다.
영국 서민원 의장은 토론이나 투표에 참여하지 않으나, 의원표결이 동수로 결론난 경우에는 표결을 중단하고 토론을 추가로 진행할지 아니면 표결 상태를 유지할지를 좌우하는 결정투표를 실시하는데 이를 데니슨 의장의 규칙 (Speaker Denison's rule)이라 부른다. 서민원 의장은 서민원 관련 직무 외에도 행정상이나 절차상의 업무도 수행한다. 또 한편으로 총선에서 당선되는 한 사람의 국회의원으로서 자신의 지역구 활동도 병행하며, 추밀원 의원직을 겸임하는 동시에, 영국 국왕과 귀족원(상원), 기타 정부 등에 하원 대표로 활동한다. 영국 하원의장의 공식 관저는 웨스트민스터궁의 의장 관저이다.
현 서민원 의장은 2019년 12월 17일 취임한 린지 호일 경으로, 존 버코 전 의장이 은퇴함에 따라 선출되었다가 2019년 총선 이후 만장일치로 재선되어 의장직을 수행하고 있다.

## 선거
서민원 의장은 취임 전까지는 국회의원 신분이며, 동료 의원들의 표결로 선출된다. 총선이 치러진 직후나 의장의 사망, 사퇴 등으로 인한 궐위상황이 되면 새 회기가 시작되는 시점에 의장을 선출해야 한다. 한번 선출된 의장은 조기에 사퇴하지 않는 한 의회 해산, 즉 차기 총선이 선포되기 전까지 계속 직무를 수행한다. 여기에 의장이 연임을 원한다면 다음 회기의 의장선거에서 당선시켜 주는 것이 관례로 자리잡아 있다. 의장의 연임을 부결 처리하는 것도 이론상 불가능한 일은 아니지만, 실제로는 역사적 관례에 어긋난 것으로 취급되며, 1835년 제1대 캔터베리 자작 찰스 매너스서튼이 연임에 실패한 것이 마지막 사례였다.
의장선거 절차가 지금의 모습을 갖추게 된 것은 1971년부터였다. 그전까지는 하원 서기(Clerk)가 임시 서민원 의장이 되어 선거절차를 실시하였다. 서기는 국회의원이 아니므로 발언이 허가되지 않았으며 조용히 서서 발언할 의원을 지명했다. 그러나 1971년 의장선거부터는 선출위원회가 추천한 국회의원 한 명이 임시의장으로 나서 표결을 진행하게 되었다. 이 때 위원회가 추천하는 의원은 내각에 참여하지 않고 있는 최다 연임 의원에 해당된다.
당초 의장선거는 서민원 회의일정의 일상적인 안건으로 취급되었으며 발의안과 수정안으로 상정되었다. 어떤 한 의원이 "아무개 씨가 하원의장을 맡으면 좋겠다"고 의장 선출을 발의하면 토의가 시작되고, 의장선거의 찬반 양측을 통합하며 결의에 이르는 방식이었다. 이 과정에서 후보 선정에 있어 막후 로비가 상당했기 때문에 새 의장후보에 반대하는 경우는 몹시 드물었다. 그러나 2000년 의장선거에서 무려 12명의 후보가 출마를 선언하였고, 의장선거 토의가 그날 회의일정을 잠식해 버리는 바람에 이런 식의 선출방식에 문제가 있다고 판단하여 2001년부터 채택되지 않게 되었다.
이후 영국 서민원 의정위원회는 의장 선출 방식을 재검토하고 2007년부터 새 제도를 발효시켰으며, 마이클 마틴 의장의 사퇴 이후인 2009년 6월 세 제도에 따른 의장선거가 처음으로 실시되었다. 그 제도는 다음과 같다.
- 의장 후보는 최소 12명의 의원 추천을 받아야 하며, 그 가운데 최소 3명은 해당 후보와는 다른 정당 출신이어야 한다. 의원당 후보 추천은 1명까지만 가능하다.
- 선거는 비밀 투표로 진행되며, 전체 득표수 50% 이상의 과반수를 확보해야 한다.
- 과반수를 확보한 후보가 없으면 가장 적은 표를 얻은 후보는 탈락하며, 득표율이 5% 미만인 후보 가운데 다른 후보나 기권을 택한 후보도 마찬가지로 탈락된다. 특정 후보가 과반수를 얻을 때까지 계속해서 표결을 거듭한다.
- 과반수를 확보한 후보가 생겼다면 해당 의원을 의장직에 임명하기 위한 공식 결의안을 표결한다. 이 결의안이 부결되면 모든 후보자를 대상으로 다시 표결을 거쳐야 한다.

후보자가 단 한명이라면 표결은 실시되지 않으며 그 후보를 의장에 임명하는 결의안의 표결만 진행된다. 앞서 언급했던 총선 직후 기존 의장이 연임을 표명한 경우에도 비슷한 절차를 밟는다. 투표용지를 배부할 필요도 없이, 의장 연임 결의안에 대한 거수 표결에 나서는 것이다. 결의안이 부결될 경우 새 후보가 지명되고 그때부터 상술한 선거 절차를 밟게 된다.
결의안이 통과되면 의장 당선자는 의장석에 앉기 싫어하는 퍼포먼스를 펼친다. 그래서 주변의 동료 의원들이 당선자를 의장석까지 끌고 데려가는 모습을 취하는 관례가 있다. 이러한 관례는 하원의 입장을 영국 국왕에게 전달해야 한다는 서민원 의장의 본 역할에 기원한다. 옛날 영국에서 서민원 의장은 서민원의 대표로서 국왕 앞에 나섰다가 분노라도 사서 처형될 것을 두려워했기 때문에, 특정 의원을 의장으로 임명하려면 당사자와의 설득이 어느정도 필요했다고 전해진다. 다만 정말로 국왕 앞에서의 소신발언으로 서민원 의장이 처형된 사례는 단 한명도 없었다는 반박도 존재한다. 과거 서민원 의장이 처형된 사례는 총 6건에 불과하며 그 연대도 15세기~16세기로 거슬러 올라가는데, 이들 가운데 5건은 서민원 의장으로서가 아니라 다른 직책을 역임하다 죄를 물어 처형된 것으로 분석된다.
의장 당선자는 취임 전 영국 국왕의 재가를 받아야 하는데 현재까지 국왕이 재가를 반려한 것은 1679년 에드워드 시뮤어 경의 사례가 유일하다. 선거 당일에는 의장 취임식 격에 해당되는 행사가 열리는데, 의장 당선자가 서민원 의원들을 상원으로 이끌고 간 뒤 국왕이 임명한 귀족원위원 (Lord Commissioners)이 국왕의 이름으로 의장 당선자임을 확인한다. 이어 의장 당선자는 영국 하원의 이름으로 서민원의 권리와 특권을 확인받을 것을 청원하며, 귀족원위원은 국왕 대리로서 그것을 확인하면 서민원 의원들은 다시 회의실로 돌아가는 절차를 밟는다. 의회임기 도중 의장의 궐위로 인한 새 의장이 선출되면 국왕의 재가는 새로 받지만 서민원의 권리와 특권을 주장하는 행사는 따로 열리지 않는다.

## 탄핵
현재 영국 서민원 의장을 탄핵할 수 있는 공식적인 절차는 존재하지 않는다. 이는 집권여당이 단순 변심에 따라 마음에 들지 않는 서민원 의장을 쳐내는 일을 방지하기 위하여 절차 자체를 마련하지 않은 것으로 여겨지고 있다.
서민원에서 서민원 의장에게 불신임을 표명하는 결의안을 통과시킬 수는 있으며, 이 역시 구속력은 없지만 실제로는 원내 다수 의원이 신임하지 않겠다고 선언한 만큼 의장직을 유지할 수 없는 상황에 처해 버리게 된다. 불신임 결의안 외에 서민원 의장은 본인의 사망, 자격 박탈, 의원 제명, 국회의원 소환청원 충족 등의 사유로 의원직을 상실하는 방식으로 물러날 수 있다.

## 역할

### 회의 주재
서민원 의장의 주 역할은 영국 하원의 본회의를 주재하는 것이다. 의회 규칙에 따르면 서민원 의장은 영국 하원의 최고 권위자이며 업무수행 절차에 대한 최종 발언권을 갖는다. 예로부터 서민원 의장은 궁중예복 차림을 갖추었는데 흰색 셔츠와 밴드 달린 검정색 코트, 검정색 가운, 스타킹과 버클 달린 신발, 바닥까지 덮히는 가발로 드레스코드가 지정되어 있었다.
그러나 여성 최초의 서민원 의장으로 당선된 베티 부스로이드는 1992년 의장직을 수행하면서 처음으로 가발을 착용하지 않았고, 그 후임으로 당선된 마이클 마틴도 가발 착용을 거부하는 동시에 한술 더 떠서 코트와 스타킹을 없애고 예복을 단순화하였다. 마이클 마틴의 뒤를 이은 존 버코는 회의 주재 시 라운지 정장 위에 평범한 검정색 가운을 입으며 전통예복을 완전히 버렸다. 다만 국회 개원식 등의 공식행사에서 서민원 의장은 꼬리 달린 검은색 금박 가운을 착용한다. 이전에는 궁중예복 위에 흰색 워터폴크라바트 (waterfall cravat, 스카프의 일종)을 맨 차림이었으나 현재는 평범한 폭포 넥타이를 매고 입었지만, 현재의 연설자는 평범한 모닝 드레스 차림으로 참석한다.
회의를 주재하는 과정에서 서민원 의장은 맨 앞쪽에 마련된 의장석에 앉는다. 의장석을 기준으로 오른쪽에는 정부여당 의원들이, 왼쪽에는 야당 의원들이 앉게 된다. 하원의장의 권한은 영국 상원의 의장보다 훨씬 광범위한 편인데, 그 중에서도 제일 핵심인 것은 서민원 의장이 발언할 의원을 지정한다는 점이다. 회의 내 어떤 의원이든지 의장의 사전허가 없이는 발언에 나설 수 없다.
서민원 의장은 관례에 따라 여당 의원과 야당 의원을 번갈아 지정하며 회의를 진행하게 되며, 의원들도 상대에게 직접 발언하는 것이 아니라 "의장님"(Mister/Madam Speaker)이라는 호칭을 먼저 붙이며 의장에게 발언하는 태도를 취하게 된다. 발언 시 다른 의원이나 정부인사를 칭하려면 본명이 아니라 지역구 이름이나 장관 직함으로 부르며, 2인칭으로 직접 부르는 것이 아니라 3인칭으로 에둘러 칭하게 된다. 발언에 나선 의원이 직접적으로 칭할 수 있는 대상은 자신을 호명한 의장 뿐이다. 회의 과정에서 서민원 의장은 중립 유지를 위해 발언을 삼가하지만, 그렇다고 해서 발언을 자제해야 한다는 수칙은 없기에 필요하다면 언제든 첨언할 수 있다.

### 질서 유지
토론 중 서민원 의장은 규율과 질서를 유지할 책임이 있으며, 하원의장이 질서 있는 토론의 유지를 위해 의원들의 소란을 중단시킬 권한을 지닌다. 특히 하원의장이 큰 목소리로 "정숙!" (ORDER!)를 반복해서 외치는 것이 특징이다. 의원이 의장의 지시를 따르지 않고 계속해서 목소리를 높인다면, 하원의장은 해당 의원에게 남은 회의시간 동안 회의장에서 퇴장시키는 처벌을 내릴 수 있다. 특정인의 분란 행위가 심각하다고 여겨질 경우에는 평소 지역구 명칭으로 칭하는 것을 벗어나 본명을 직접 부르며 '지명' (name)한다고 선언한다. 의장의 지명 선언이 이뤄지면 그 자리에서 지명된 의원의 5일 정직에 관한 표결이 이뤄진다. 특정인 수준이 아니라 장내에 '중대한 소란' (grave disorder)이 벌어질 경우에는 즉시 회의를 중단하고 남은 의사일정을 연기할 권한이 있다.
서민원 의장은 질서유지 외에도 토론의 원할한 진행을 독려해야 한다. 의원이 안건과 관련 없는 발언을 하거나, 했던 말을 지루하게 반복하는 등 의사일정을 지연시키려는 모습을 보인다면 해당 의원에게 발언을 종료하도록 명령할 수 있다. 발언 의사를 표명한 의원이 너무 많거나 회의시간이 짧은 경우에는 토론 시작 전 의원들에게 최소 8분 이상의 발언시간 제약을 설정하였음을 알린다. 그러나 동시에 의장은 표결 전 충분한 토론시간을 보장함으로서 소수의 권리를 보호해야 한다는 책임이 있다. 따라서 발언자의 법안이 규칙을 남용했거나 소수의 권리를 침해한다고 판단될 경우, 토론을 종료하고 법안을 표결에 부치도록 하는 결정에 동의하지 않을 권한이 있다.

### 표결 진행과 결정투표
서민원 의장은 어떤 상정안을 표결에 부칠지 선택할 수 있다. 어떤 현안이든지 간에 의원들의 표결에 앞서 하원의장은 가부를 묻게 된다. 즉 표결 절차에 돌입해도 되는지를 의원들에게 묻게 되는데 이때 의원들은 '네' (aye) / '아니오' (no)로 목소리를 높인다. 어느 한쪽이 확실하게 들린다면 그 결과를 받아들이지만, 목소리가 섞여 들리거나 의원의 요청이 있을 경우에는 판가르기 (Divide) 투표를 실시한다. 이 때의 판가르기란 말 그대로 회의장 내를 비운 뒤 찬반 구역을 나누어 각 구역에 선 의원수를 세는 것이다. 의장과 부의장은 표결에 참여하지 않으며, 의장은 판가르기 요청을 기각하고 원래의 찬반 결정을 유지할 권한을 지닌다. 다만 실제로는 의사일정 방해를 위해 요청하는 경우에만 가끔씩 행사한다.
찬성표과 반대표가 동률을 이룰 경우 하원의장은 결정투표 (캐스팅보트)에 나서게 된다. 여기서도 하원의장이 행사하는 1표는 해당 안건에 대한 개인의 견해에 따라서가 아니라 헌법상의 관례에 따르게 되는데 이를 데니슨 의장의 규칙 (Speaker Denison's Rule)이라고 부른다. 이 원칙에 따라 하원의장은 추가토론을 진행하는 쪽을 택한다. 간혹 토론을 그만 하는 것으로 결정했거나 기타 특정한 상황에서는 현상유지를 택한다. 예컨대 법안이나 개정안의 최종 표결이 찬반동수로 결론난다면 하원의장은 반대표를 행사함으로서 '현상 유지'를 택하게 된다.
현재 영국 하원의 의석수는 600명이 넘기 때문에 찬반동수가 벌어질 가능성은 매우 드물며 따라서 하원의장이 결정투표를 행사해야 하는 경우도 거의 존재하지 않는다. 실제로 1801년 이래 지금까지 결정투표가 치러진 사례는 50건에 불과하다. 가장 최근에 있었던 결정투표는 2019년 4월 3일 브렉시트 수정안의 표결일정에 관한 결의안이 찬반동수로 나온데 따른 것으로 1993년 이후 26년 만에 벌어진 일이었다. 당시 존 버코 의장은 다수표가 없는 상황에서 법안시행을 위해  찬성표에 힘을 싣는 것은 의장의 역할이 아니라는 선례를 재확인하며 반대표를 던졌다.

## 같이 보기
- 영국 하원 의장 목록
- 영국 서민원
- 의장